# Cleopatra (krater)
För andra betydelser, se Kleopatra (olika betydelser).
Cleopatra är en nedslagskrater med en diameter på ungefär 105 kilometer, på planeten Venus. 
1982 uppkallades kratern efter den egyptiska drottningen Kleopatra.